# Melodifestivalen 2007
Melodifestivalen 2007 var den 47:e upplagan av Melodifestivalen tillika Sveriges uttagning till Eurovision Song Contest 2007, som detta år arrangerades i Helsingfors, Finland. Tävlingen utgjordes av en turné bestående av fyra deltävlingar à åtta bidrag, uppsamlingsheatet Andra chansen och slutligen en final där vinnaren, ”The Worrying Kind” med The Ark, korades.

## Tävlingsupplägg
Sveriges Television lät för sjätte året i rad använda sig av det deltävlingsformat som inför 2002 års tävling introducerades till tävlingen; tittarna avgjorde genom telefonröstning resultatet i de fyra deltävlingarna och uppsamlingsheatet Andra chansen, innan en final arrangerades. Andra chansen flyttades detta år från söndagen efter den fjärde deltävlingen till lördagen mellan denna och finalen; programmet sändes likt deltävlingarna från en enskild stad och arena, men avgjordes till skillnad från tidigare år i sex dueller, istället för rak omröstning i två omgångar. De fyra deltävlingarna sändes detta år från Jönköping, Göteborg, Örnsköldsvik och Gävle, medan Andra chansen sändes från Nyköping och finalen från Stockholm. Av totalt 3 234 inskickade bidrag valde en urvalsjury, tillsatt av Sveriges Television, med hjälp av Svenska musikförläggarföreningen ut 28 av tävlingens 32 bidrag, varpå Sveriges Television kompletterade med ytterligare fyra; bidragen fördelades sedan jämnt över de fyra deltävlingarna. Varje deltävling avgjordes i två omgångar; i den första röstade tittarna vidare fem bidrag, vilka sedan visades i kortare versioner i form av en snabbrepris; i den andra röstade tittarna vidare de två bidrag med flest röster till final och de två med tredje och fjärde flest röster till uppsamlingsheatet Andra chansen, varpå det med femte flest röster fick lämna tävlingen. Totalt gick alltså 16 bidrag vidare från de fyra deltävlingarna, åtta till final och åtta till Andra chansen; de nionde och tionde finalplatserna utsågs av tittarna i dueller under det sistnämnda uppsamlingsheatet. Finalen utgjordes sedermera av tio bidrag. Likt tidigare år delade tittarna där makten med elva jurygrupper representerade av Sveriges Televisions elva regionala nyhetsregioner.

### Regelverk
I enlighet med Melodifestivalens regelverk skulle tävlande artister och bidrag förhålla sig till följande:
- Endast svenska medborgare, som var folkbokförda i Sverige hösten 2006, fick skicka in bidrag till tävlingen; undantaget var personer som under perioden 1 oktober 2006–30 mars 2007 var anställda av Sveriges Television.
- Låtarna som skickades in fick inte överstiga tre minuter, och fick inte ha varit publicerade tidigare; Sveriges Television beslutade i sin tur när tävlingsbidragen fick släppas.
- Sveriges Television hade full beslutsrätt i att välja artist(er) till samtliga bidrag, varför de(n) som sjöng på respektive låts demoversion skulle vara beredd(a) på att framföra bidraget i tävlingen.
- Inskickade bidrag fick framföras på valfritt språk; i samband med inskickning skulle en svensk text till låtar som inte sjöngs på svenska eller engelska bifogas.
- Maximalt sex personer, fyllda 16 år dagen då Eurovision Song Contest skulle komma att arrangeras, fick medverka i scennumret.
- Alla sånginsatser, inklusive körsång, skulle göras live, även om musiken låg förinspelad på band.
- Sveriges Television hade rätt att när som helst diskvalificera bidrag.
- Av de 32 bidragen skulle minst tio framföras på svenska.

Sveriges Television lät dessutom presentera mindre regeländringar inför tävlingen:
- Endast bidrag som skickades in som CD-inspelningar mottogs av produktionen; kassett-, DAT- eller minidiscinspelningar var ej längre tillåtna.

## Datum och händelser
- Den 11 augusti 2006 presenterades Andra chansens nya tävlingsupplägg.[2]
- Den 6 september 2006 presenterades de städer som skulle komma att agera värdar för tävlingens sex sändningar.[6]
- Senast den 19 september 2006 skulle bidragen till tävlingen vara inskickade eller poststämplade hos Sveriges Television.
- Den 10 oktober 2006 presenterades bidragstitlarna till de 28 bidrag urvalsjuryn utsett.[7]
- Den 1 november 2006 presenterades Kristian Luuk, som fram till nyheten varit en tung profil hos konkurrenten TV4, som tävlingens programledare.[8] Christer Björkman, tävlingens producent, kom under sändningarna att medverka som bisittare.
- Den 28 november 2006 presenterades de ovan nämnda 28 bidragens artister.[9] Samma dag offentliggjordes i vilka deltävlingar bidragen skulle tävla.[10]
- Den 26 december 2006 presenterades de fyra bidrag som tävlade i egenskap av jokrar;[9]
  - "För kung och fosterland" med Magnus Uggla
  - "God morgon" med Uno & Irma
  - "The Worrying Kind" med The Ark
  - "When the Night Comes Falling" med Sebastian

### Turnéplan
- Lördagen den 3 februari 2007 – Deltävling 1, Kinnarps Arena, Jönköping
- Lördagen den 10 februari 2007 – Deltävling 2, Scandinavium, Göteborg
- Lördagen den 17 februari 2007 – Deltävling 3, Swedbank Arena, Örnsköldsvik
- Lördagen den 24 februari 2007 – Deltävling 4, Läkerol Arena, Gävle
- Lördagen den 3 mars 2007 – Andra chansen, Rosvalla Eventcenter, Nyköping
- Lördagen den 10 mars 2007 – Finalen, Globen, Stockholm

## Deltävlingarna
| Återkommande artister                                                                              | Återkommande artister                                              | Återkommande artister |
| Artist                                                                                             | Tidigare år (plac.)                                                | Tidigare år (plac.)   |
| Artist                                                                                             | Mel.                                                               | ESC                   |
| -------------------------------------------------------------------------------------------------- | ------------------------------------------------------------------ | --------------------- |
| After Dark                                                                                         | 2004 (3:a)                                                         | —                     |
| Aleena Gibson                                                                                      | 2003 (utsl.)                                                       | —                     |
| Andreas Johnson                                                                                    | 2006 (3:a)                                                         | —                     |
| Andreas Lundstedt                                                                                  | 1996 (2:a) 1997 (7:a) 2003 (3:a) 2005 (3:a)                        | 2006 (16:e)           |
| Anna Book                                                                                          | 1986 (5:a) 1987 (7:a)                                              | —                     |
| Anne-Lie Rydé                                                                                      | 2004 (utsl.) 2005 (utsl.)                                          | —                     |
| Jessica Andersson                                                                                  | 2003 (1:a) 2004 (6:a) 2006 (utsl.)                                 | 2003 (5:a)            |
| Jimmy Jansson                                                                                      | 2002 (utsl.) 2005 (6:a)                                            | —                     |
| Magnus Carlsson                                                                                    | 2000 (2:a) 2001 (2:a) 2002 (4:a) 2003 (3:a) 2005 (3:a) 2006 (8:a)  | —                     |
| Magnus Uggla                                                                                       | 1979 (10:a)                                                        | —                     |
| Nanne Grönvall                                                                                     | 1986 (4:a) 1987 (4:a) 1996 (1:a) 1998 (4:a) 2003 (u.r.) 2005 (2:a) | 1996 (3:a)            |
| Sanna Nielsen                                                                                      | 2001 (3:a) 2003 (5:a) 2005 (8:a)                                   | —                     |
| Sonja Aldén                                                                                        | 2006 (u.r.)                                                        | —                     |
| Svante Thuresson                                                                                   | 1966 (1:a, 7:a) 1967 (9:a) 1968 (2:a, 5:a) 1969 (6:a) 1977 (2:a)   | 1966 (2:a)            |
| Therese Grankvist                                                                                  | 1999 (2:a)                                                         | —                     |
| Tommy Nilsson                                                                                      | 1989 (1:a)                                                         | 1989 (4:a)            |
| 1. 2. 3. 4. 5. 6. 7. 8. 9. 10. 11. 12. 13. 14. 15. 16. 17. 18. 19. 20. 21. 22. 23. 24. 25. 26. 27. |                                                                    |                       |

Deltävlingarna direktsändes i SVT1 varje lördag klockan 20.00–21.30. Tittarna avgjorde på egen hand resultatet i två omgångar; bidragen med flest respektive näst flest röster gick efter den andra röstningsomgången vidare direkt till final, medan bidragen med tredje respektive fjärde flest röster gick vidare till uppsamlingsheatet Andra chansen. De tre lägst placerade bidragen gallrades bort av tittarna redan efter första omgången, varpå räkneverken nollställdes för kvarvarande inför omgång två; det bidrag mest lägst antal röster i denna omgång fick sedermera också lämna tävlingen.
Likt tidigare år avgjorde tittarna resultatet genom att ringa. Tittarna kunde rösta genom att ringa antingen 099-329 0X, där X var bidragets startnummer, för 9,90 kronor, vilka oavkortat gick till Radiohjälpen, eller 099-239 0X, där X var bidraget startnummer, för 3,95 kronor per samtal. Likt fjolårets tävling kunde de tittare med Telia- eller Halebop-abonnemang även rösta genom att skicka SMS, innehållande önskat bidrags startnummer, till de båda telefonnumren. Bidragen som gick vidare till röstningsomgång två behöll sina respektive startnummer. Hur många röster, och vilken placering, de kvalificerade bidragen fick redovisades först efter turnéns slut, eftersom Sveriges Television inte ville påverka tittarna inför finalen.
Bidragen "More than a Girl" och "Alla kan bli stjärnor" skulle ursprungligen ha framförts av Agnes respektive Fronda, men diskvalificerades; det förstnämnda eftersom artisten av misstag offentliggjort bidragets låttitel och därmed brutit mot regeln om tävlingsbidragens anonymitet, och den sistnämnda eftersom artisten ångrade sin medverkan. Bidragen "Allt vi en gång trodde på" och "Cara Mia", framförda av Lustans Lakejer respektive Måns Zelmerlöw, kom att utses som ersättare.

### Deltävling 1: Jönköping
Deltävlingen sändes från Kinnarps Arena i Jönköping lördagen den 3 februari 2007.

#### Startfält
Bidragen presenteras nedan i startordning.
| Nr | Artist/grupp       | Melodi                | Text och musik                                 |
| -- | ------------------ | --------------------- | ---------------------------------------------- |
| 1  | Elin Lanto         | Money                 | Lasse Andersson                                |
| 2  | Andersson & Gibson | Anything But You      | Aleena Gibson, Stefan Andersson                |
| 3  | Anna Book          | Samba Sambero         | Thomas G:son                                   |
| 4  | Addis Black Widow  | Clubbin               | Armias Mamo, Dianne Wiston                     |
| 5  | Andreas Lundstedt  | Move                  | Andreas Lundstedt, Johan Röhr                  |
| 6  | Tommy Nilsson      | Jag tror på människan | Johan Stentorp, Lasse Andersson, Tommy Nilsson |
| 7  | Sofia              | Hypnotized            | Dimitrios Stassos, Jason Gill, Sofia Berntson  |
| 8  | Uno & Irma         | God morgon            | Staffan Hellstrand, Uno Svenningsson           |

#### Resultat
| Nr | Melodi                | Antal röster | Antal röster | Plac. | Anm.          |
| Nr | Melodi                | Omgång 1     | Omgång 2     | Plac. | Anm.          |
| -- | --------------------- | ------------ | ------------ | ----- | ------------- |
| 1  | Money                 | 20 960       | 32 131       | 3     | Andra chansen |
| 2  | Anything But You      | 17 610       | 24 984       | 5     | Utslagen      |
| 3  | Samba Sambero         | 44 039       | 65 184       | 1     | Till final    |
| 4  | Clubbin               | 3 717        | —            | 8     | Utslagen      |
| 5  | Move                  | 17 145       | —            | 6     | Utslagen      |
| 6  | Jag tror på människan | 34 098       | 42 442       | 2     | Till final    |
| 7  | Hypnotized            | 16 695       | —            | 7     | Utslagen      |
| 8  | God morgon            | 26 880       | 31 919       | 4     | Andra chansen |

#### Siffror
- Antal TV-tittare: 2 989 000 tittare[14]
- Antal telefonröster: 379 212 röster[15]
- Summa pengar insamlad till Radiohjälpen: 1 086 555 kronor[15]

### Deltävling 2: Göteborg
Deltävlingen sändes från Scandinavium i Göteborg lördagen den 10 februari 2007.

#### Startfält
Bidragen presenteras nedan i startordning.
| Nr | Artist/grupp                     | Melodi                    | Text och musik                                               |
| -- | -------------------------------- | ------------------------- | ------------------------------------------------------------ |
| 1  | Regina Lund                      | Rainbow Star              | Bobby Ljunggren, Fredrik Kempe, Regina Lund                  |
| 2  | Marie Lindberg                   | Trying to Recall          | Marie Lindberg                                               |
| 3  | Jimmy Jansson                    | Amanda                    | Jimmy Jansson, Thomas G:son                                  |
| 4  | Cosmo4                           | What's Your Name          | Henrik Wikström, Kent Olsson, Niklas Edberger                |
| 5  | Lustans Lakejer                  | Allt vi en gång trodde på | Johan Kinde                                                  |
| 6  | Jessica Andersson                | Kom                       | Lina Eriksson, Mårten Eriksson, Rasmus Lindwall, Robert Wåtz |
| 7  | Svante Thuresson & Anne-Lie Rydé | Första gången             | Bobby Ljunggren, Dan Sundqvist, Sonja Aldén                  |
| 8  | The Ark                          | The Worrying Kind         | Ola Salo                                                     |

#### Resultat
| Nr | Melodi                    | Antal röster | Antal röster | Plac. | Anm.          |
| Nr | Melodi                    | Omgång 1     | Omgång 2     | Plac. | Anm.          |
| -- | ------------------------- | ------------ | ------------ | ----- | ------------- |
| 1  | Rainbow Star              | 7 188        | —            | 8     | Utslagen      |
| 2  | Trying to Recall          | 52 041       | 81 441       | 2     | Till final    |
| 3  | Amanda                    | 34 291       | 38 447       | 3     | Andra chansen |
| 4  | What's Your Name          | 17 648       | 20 549       | 5     | Utslagen      |
| 5  | Allt vi en gång trodde på | 8 808        | —            | 7     | Utslagen      |
| 6  | Kom                       | 20 808       | 27 575       | 4     | Andra chansen |
| 7  | Första gången             | 12 965       | —            | 6     | Utslagen      |
| 8  | The Worrying Kind         | 81 793       | 104 065      | 1     | Till final    |

#### Siffror
- Antal TV-tittare: 3 211 000 tittare[14]
- Antal telefonröster: 508 716 röster[15]
- Summa pengar insamlad till Radiohjälpen: 1 336 344 kronor[15]

### Deltävling 3: Örnsköldsvik
Deltävlingen sändes från Swedbank Arena i Örnsköldsvik lördagen den 17 februari 2007.

#### Startfält
Bidragen presenteras nedan i startordning.
| Nr | Artist/grupp            | Melodi                            | Text och musik                                                         |
| -- | ----------------------- | --------------------------------- | ---------------------------------------------------------------------- |
| 1  | Måns Zelmerlöw          | Cara Mia                          | Fredrik Kempe, Henrik Wikström                                         |
| 2  | MissMatch               | Drop Dead                         | Felix Persson, Figge Boström, Marit Woody, Märta Grauers, Stefan Woody |
| 3  | Magnus Carlsson         | Live Forever                      | Michael Clauss, Dan Attlerud, Thomas Thörnholm                         |
| 4  | Sheida                  | I Mina Drömmar (Mani Armani Taha) | Niklas Roswall, Rostam Mirlashari, Ulrika Bodén                        |
| 5  | The Attic feat. Therese | The Arrival                       | Eric Amarillo, Michael Feiner                                          |
| 6  | Sebastian               | When the Night Comes Falling      | Peter Kvint, Sebastian Karlsson                                        |
| 7  | Sonja Aldén             | För att du finns                  | Bobby Ljunggren, Sonja Aldén                                           |
| 8  | Nanne                   | Jag måste kyssa dig               | Ingela Forsman, Nanne Grönvall, Peter Grönvall                         |

#### Resultat
| Nr | Melodi                            | Antal röster | Antal röster | Plac. | Anm.          |
| Nr | Melodi                            | Omgång 1     | Omgång 2     | Plac. | Anm.          |
| -- | --------------------------------- | ------------ | ------------ | ----- | ------------- |
| 1  | Cara Mia                          | 52 975       | 89 623       | 1     | Till final    |
| 2  | Drop Dead                         | 7 062        | —            | 8     | Utslagen      |
| 3  | Live Forever                      | 44 193       | 56 692       | 5     | Utslagen      |
| 4  | I Mina Drömmar (Mani Armani Taha) | 15 839       | —            | 6     | Utslagen      |
| 5  | The Arrival                       | 10 960       | —            | 7     | Utslagen      |
| 6  | When the Night Comes Falling      | 50 136       | 70 760       | 2     | Till final    |
| 7  | För att du finns                  | 38 530       | 58 529       | 4     | Andra chansen |
| 8  | Jag måste kyssa dig               | 61 051       | 65 791       | 3     | Andra chansen |

#### Siffror
- Antal TV-tittare: 3 177 000 tittare[14]
- Antal telefonröster: 623 321 röster[15]
- Summa pengar insamlad till Radiohjälpen: 1 399 219 kronor[15]

### Deltävling 4: Gävle
Deltävlingen sändes från Läkerol Arena i Gävle lördagen den 24 februari 2007.

#### Startfält
Bidragen presenteras nedan i startordning.
| Nr | Artist/grupp       | Melodi                              | Text och musik                                           |
| -- | ------------------ | ----------------------------------- | -------------------------------------------------------- |
| 1  | Magnus Uggla       | För kung och fosterland             | Anders Henriksson, Magnus Uggla                          |
| 2  | Emilè Azar         | Vi hade nåt                         | Larry Forsberg, Lennart Wastesson, Sven-Inge Sjöberg     |
| 3  | Sanna Nielsen      | Vågar du, vågar jag                 | Bobby Ljunggren, Fredrik Kempe, Henrik Wikström          |
| 4  | Caroline af Ugglas | Tror på dig                         | Caroline af Ugglas, Heinz Liljedahl, Mattias Torell      |
| 5  | After Dark         | (Åh) När ni tar saken i egna händer | Henrik Wikström, Kent Olsson                             |
| 6  | Sarah Dawn Finer   | I Remember Love                     | Peter Hallström, Sarah Dawn Finer                        |
| 7  | Verona             | La musica                           | Joakim Udd, Johan Fjellström, Karl Eurén, Robert Rydholm |
| 8  | Andreas Johnson    | A Little Bit of Love                | Andreas Johnson, Peter Kvint                             |

#### Resultat
| Nr | Melodi                              | Antal röster | Antal röster | Plac. | Anm.          |
| Nr | Melodi                              | Omgång 1     | Omgång 2     | Plac. | Anm.          |
| -- | ----------------------------------- | ------------ | ------------ | ----- | ------------- |
| 1  | För kung och fosterland             | 39 159       | 46 239       | 3     | Andra chansen |
| 2  | Vi hade nåt                         | 17 388       | —            | 7     | Utslagen      |
| 3  | Vågar du, vågar jag                 | 32 092       | 43 882       | 4     | Andra chansen |
| 4  | Tror på dig                         | 26 926       | —            | 6     | Utslagen      |
| 5  | (Åh) När ni tar saken i egna händer | 35 877       | 40 651       | 5     | Utslagen      |
| 6  | I Remember Love                     | 54 395       | 85 587       | 2     | Till final    |
| 7  | La musica                           | 16 516       | —            | 8     | Utslagen      |
| 8  | A Little Bit of Love                | 95 969       | 111 662      | 1     | Till final    |

#### Siffror
- Antal TV-tittare: 3 146 000 tittare[14]
- Antal telefonröster: 648 319 röster[15]
- Summa pengar insamlad till Radiohjälpen: 1 584 630 kronor[15]

## Andra chansen: Nyköping
Andra chansen sändes från Rosvalla Eventcenter i Nyköping lördagen den 3 mars 2007 klockan 20:00–21:30 direkt i SVT1.
I uppsamlingsheatet tävlade de bidrag som hade placerat sig på tredje och fjärde plats i deltävlingarna. Inramningen av programmet gick från att tidigare ha bestått av rak uppspelning av bidragens deltävlingsframträdanden, omröstning i en eller två tittaromgångar och därefter presentation av resultatet, till att sändas från en enskild ort en lördag, istället för söndag, och avgöras i sex dueller. Tittarna kunde likt i deltävlingarna rösta genom att ringa 099-239 0X, där X var bidragets startnummer, för 3,95 kronor per samtal; det fanns emellertid ingen möjlighet att som i deltävlingarna rösta genom att ringa Radiohjälpens nummer. De tittare med Telia- eller Halebop-abonnemang kunde även rösta genom att skicka SMS, innehållande önskat bidrags startnummer, till numret i bild. I varje duell duellerade bidragen med startnummer ett och två, vilket innebar att tittarna enbart kunde rösta på de bidrag som tävlade i den pågående duellen; efter avslutad duell visades en snabbrepris, varpå omröstningen avslutades och nästkommande duell påbörjades.
Resultatet avgjordes i sex dueller, uppdelade på två omgångar. Sveriges Television hade på förhand bestämt att ett bidrag från deltävling x skulle möta ett bidrag från deltävling y i var och en av de fyra duellerna i uppsamlingsheatets första omgång. De bidrag som vann sina respektive dueller fick därefter duellerna mot en ny motståndare i tävlingens andra omgång; utfallet av duellträdet blev att vinnarna i duell nummer ett och två, och vinnarna i duell nummer tre och fyra, fick göra upp om segern i två dueller. Vinnarna i de två avgörande duellerna gick sedermera vidare till final. Sveriges Television hade på förhand även bestämt att de kvalificerade bidragens startnummer, där a innebär tidigast och b senast, i respektive deltävling skulle avgöra vilken plats i duellträdet som skulle upptas:
- De bidrag med startnummer a i deltävling ett och tre fick den respektive deltävlingens första duellplats, medan de bidrag med startnummer b fick den respektive deltävlingens andra duellplats; således fick Elin Lanto och Sonja Aldén sina respektive deltävlingars första duellplatser, eftersom de i sina respektive deltävlingar startat före Uno & Irma respektive Nanne, som därav fick sina respektive deltävlingars andra duellplatser.
- De bidrag med startnummer b i deltävling två och fyra fick den respektive deltävlingens första duellplats, medan de bidrag med startnummer a fick den respektive deltävlingens andra duellplats; således fick Jessica Andersson och Sanna Nielsen sina respektive deltävlingars första duellplatser, eftersom de i sina respektive deltävlingar hade startat efter Jimmy Jansson respektive Magnus Uggla, som därav fick sina respektive deltävlingars andra duellplatser.

### Startfält
Bidragen presenteras nedan i kronologisk ordning efter deltävling och startnummer.
| Deltävl. | Artist/grupp      | Melodi                  | Text och musik                                               | Duell |
| -------- | ----------------- | ----------------------- | ------------------------------------------------------------ | ----- |
| 1        | Elin Lanto        | Money                   | Lasse Andersson                                              | 1     |
| 1        | Uno & Irma        | God morgon              | Staffan Hellstrand, Uno Svenningsson                         | 3     |
| 2        | Jimmy Jansson     | Amanda                  | Jimmy Jansson, Thomas G:son                                  | 2     |
| 2        | Jessica Andersson | Kom                     | Lina Eriksson, Mårten Eriksson, Rasmus Lindwall, Robert Wåtz | 1     |
| 3        | Sonja Aldén       | För att du finns        | Bobby Ljunggren, Sonja Aldén                                 | 3     |
| 3        | Nanne             | Jag måste kyssa dig     | Ingela Forsman, Nanne Grönvall, Peter Grönvall               | 4     |
| 4        | Magnus Uggla      | För kung och fosterland | Anders Henriksson, Magnus Uggla                              | 4     |
| 4        | Sanna Nielsen     | Vågar du, vågar jag     | Bobby Ljunggren, Fredrik Kempe, Henrik Wikström              | 2     |

#### Resultat
| Duellomgång 1 | Duellomgång 1 | Duellomgång 1 | Duellomgång 1 | Duellomgång 1 | Duellomgång 1 |
| ------------- | ------------- | ------------- | ------------- | ------------- | ------------- |

| Duellomgång 2 | Duellomgång 2 | Duellomgång 2 | Duellomgång 2 | Duellomgång 2 |
| ------------- | ------------- | ------------- | ------------- | ------------- |

| Duell | D:O | Nr | Melodi | Antal röster | Anm. |
| ----- | --- | -- | ------ | ------------ | ---- |

| Duell | Nr | Melodi | Antal röster | Anm. |
| ----- | -- | ------ | ------------ | ---- |

| 1 | 1:T | 1 | Money                   | 31 924  | Utslagen      |
| 1 | 2:S | 2 | Kom                     | 39 683  | Duellomgång 2 |
| 2 | 2:T | 1 | Amanda                  | 81 699  | Utslagen      |
| 2 | 4:S | 2 | Vågar du, vågar jag     | 100 358 | Duellomgång 2 |
| 3 | 1:S | 1 | God morgon              | 44 527  | Utslagen      |
| 3 | 3:T | 2 | För att du finns        | 70 863  | Duellomgång 2 |
| 4 | 3:S | 1 | Jag måste kyssa dig     | 118 217 | Utslagen      |
| 4 | 4:T | 2 | För kung och fosterland | 149 331 | Duellomgång 2 |

| 1 | 1 | Kom                 | 45 046  | Utslagen   |
| 2 | 2 | Vågar du, vågar jag | 105 980 | Till final |

| 3 | 1 | För att du finns        | 143 980 | Till final |
| 4 | 2 | För kung och fosterland | 142 540 | Utslagen   |

#### Siffror
- Antal TV-tittare: 3 038 000 tittare (tittarrekord för Andra chansen)[14]
- Antal telefonröster: 1 073 000 röster[15] (röstningsrekord för Andra chansen)

## Finalen: Stockholm
Finalen sändes från Globen i Stockholm lördagen den 10 mars 2007 klockan 20:00–22:00 direkt i SVT1. Av de tio finalisterna hade åtta kvalificerat sig direkt från sina respektive deltävlingar, och två från uppsamlingsheatet Andra chansen.
Resultatet avgjordes likt tidigare år i form av kombinerad jury- och telefonröstning. Tittarna kunde rösta genom att ringa antingen 099-329 0X, där X var bidragets startnummer, för 9,90 kronor per samtal, vilka oavkortat gick till Radiohjälpen, eller 099-239 0X, där X var bidraget startnummer, för 3,95 kronor per samtal. Likt fjolårets tävling kunde de tittare med Telia- eller Halebop-abonnemang även rösta genom att skicka SMS, innehållande önskat bidrags startnummer, till de båda telefonnumren. Tittarna hade möjlighet att rösta även under tiden de elva jurygrupperna lämnade sina poäng. Varje jurygrupp representerades av ett regionalt nyhetsdistrikt och avlade poängen 1, 2, 4, 6, 8, 10 och 12; totalt 473 poäng. Tittarnas poäng blev multiplar av elva; 11, 22, 44, 66, 88, 110 och 132 poäng till de sju bidrag som fick flest röster i tittaromröstningen.
I finalen uppträdde Tomas Andersson Wij med en egen version av fjolårets vinnarlåt, Carolas "Evighet". Framträdandet kom att ligga till grund för den tradition som sedan tävlingen 2007 inneburit att det vinnande bidraget framförts av en annan artist under nästkommande års festival.

### Startfält
Bidragen listas nedan i startordning.
| Nr | Artist/grupp     | Melodi                       | Text och musik                                  | Deltävl.  |
| -- | ---------------- | ---------------------------- | ----------------------------------------------- | --------- |
| 1  | Andreas Johnson  | A Little Bit of Love         | Andreas Johnson, Peter Kvint                    | 4         |
| 2  | Sonja Aldén      | För att du finns             | Bobby Ljunggren, Sonja Aldén                    | 3 + A. C. |
| 3  | Anna Book        | Samba Sambero                | Thomas G:son                                    | 1         |
| 4  | Sebastian        | When the Night Comes Falling | Peter Kvint, Sebastian Karlsson                 | 3         |
| 5  | Marie Lindberg   | Trying to Recall             | Marie Lindberg                                  | 2         |
| 6  | Måns Zelmerlöw   | Cara Mia                     | Fredrik Kempe, Henrik Wikström                  | 3         |
| 7  | Tommy Nilsson    | Jag tror på människan        | Johan Stentorp, Lasse Andersson, Tommy Nilsson  | 1         |
| 8  | Sanna Nielsen    | Vågar du, vågar jag          | Bobby Ljunggren, Fredrik Kempe, Henrik Wikström | 4 + A. C. |
| 9  | Sarah Dawn Finer | I Remember Love              | Peter Hallström, Sarah Dawn Finer               | 4         |
| 10 | The Ark          | The Worrying Kind            | Ola Salo                                        | 2         |

#### Resultat
| Nr | Melodi                       | Juryomröstningen | Juryomröstningen | Juryomröstningen | Juryomröstningen | Juryomröstningen | Juryomröstningen | Juryomröstningen | Juryomröstningen | Juryomröstningen | Juryomröstningen | Juryomröstningen | Juryomröstningen | Tittaromröstningen | Tittaromröstningen | Summa | Plac. |
| Nr | Melodi                       | Öo               | Lå               | Fn               | Kd               | Uå               | Ng               | Gg               | Sl               | Vö               | Mö               | Sm               | Poäng            | Antal röster       | Poäng              | Summa | Plac. |
| -- | ---------------------------- | ---------------- | ---------------- | ---------------- | ---------------- | ---------------- | ---------------- | ---------------- | ---------------- | ---------------- | ---------------- | ---------------- | ---------------- | ------------------ | ------------------ | ----- | ----- |
| 1  | A Little Bit of Love         | 1                | 8                | 10               | 12               | 10               | 12               | 12               | 8                | 10               | 8                | 10               | 101              | 371 222            | 88                 | 189   | 2     |
| 2  | För att du finns             | 4                | 2                | 1                | 1                | 1                | 6                | 10               | 6                | 2                | 1                | 6                | 40               | 128 806            | 22                 | 62    | 6     |
| 3  | Samba Sambero                | —                | 1                | —                | —                | —                | —                | —                | —                | —                | —                | —                | 1                | 42 205             | —                  | 1     | 9     |
| 4  | When the Night Comes Falling | 6                | —                | 6                | 4                | 6                | 2                | 6                | 1                | 6                | —                | 2                | 39               | 86 861             | —                  | 39    | 8     |
| 5  | Trying to Recall             | —                | —                | —                | —                | —                | —                | —                | —                | —                | 4                | —                | 4                | 228 422            | 66                 | 70    | 5     |
| 6  | Cara Mia                     | 12               | 6                | 4                | 2                | 8                | 1                | 2                | 4                | 8                | 10               | 4                | 61               | 402 133            | 110                | 171   | 3     |
| 7  | Jag tror på människan        | —                | —                | —                | —                | —                | —                | —                | —                | —                | —                | —                | 0                | 50 850             | —                  | 0     | 10    |
| 8  | Vågar du, vågar jag          | 2                | 4                | 2                | 10               | 4                | 4                | 1                | 2                | 1                | 2                | 1                | 33               | 113 012            | 11                 | 44    | 7     |
| 9  | I Remember Love              | 8                | 10               | 8                | 8                | 2                | 10               | 4                | 10               | 4                | 6                | 8                | 78               | 157 227            | 44                 | 122   | 4     |
| 10 | The Worrying Kind            | 10               | 12               | 12               | 6                | 12               | 8                | 8                | 12               | 12               | 12               | 12               | 116              | 492 180            | 132                | 248   | 1     |

#### Siffror
- Antal TV-tittare: 3 976 000 tittare[14]
- Antal telefonröster: 2 072 918 röster (röstningsrekord för en final)[15]
- Summa pengar insamlad till Radiohjälpen: 5 117 374 kronor[15]

Total statistik för hela turnén:
- Genomsnittligt antal TV-tittare per program: 3 256 000 tittare
- Totalt antal telefonröster: 5 305 486 röster
- Total summa pengar insamlad till Radiohjälpen: 10 524 122 kronor

### Juryuppläsare
Programmet Här är ditt liv låg till grund för hur poängen presenterades i finalen; poängpresentatörerna kom en efter en in till en soffgrupp på scen, från vilken resultatet, med Kristian Luuk som kommentator, redogjordes.
- Örebro: Ann-Christine Bärnsten
- Luleå: Christian Lundqvist och Jakob Samuel
- Falun: Kikki Danielsson
- Karlstad: Magnus Bäcklund
- Umeå: Niklas Andersson
- Norrköping: Magnus Carlsson
- Göteborg: Jessica Andersson
- Sundsvall: Göran Fristorp
- Växjö: Josefine Sundström
- Malmö: Björn Kjellman
- Stockholm: Carola